# 中华栉孔虾虎鱼
中华栉孔虾虎鱼（学名：Ctenotrypauchen chinensis）为栉孔虾虎鱼属的唯一物种，是虾虎鱼目背眼虾虎鱼科的鱼类，俗名凹鳍孔虎鱼。分布于印度、菲律宾、印度尼西亚、朝鲜、日本以及沿海等。该物种的模式产地在中国。